# Haris Alihodžić
Haris Alihodžić (12. travnja 1968.) je bosanskohercegovački nogometaš. Trenutno je pomoćni trener u FK Željezničar, Sarajevo.

## Klubovi
- FK Željezničar Sarajevo
- SK Rapid Wien
- NK Mura
- Hapoel Beer Sheva
- Antalyaspor
- Wiener Sport-Club